# Hypodontolaimus inaequalis
Hypodontolaimus inaequalis is een rondwormensoort uit de familie van de Chromadoridae. De wetenschappelijke naam van de soort is voor het eerst geldig gepubliceerd in 1865 door Bastian.